# Travis Hunter
Travis Hunter Jr. (West Palm Beach, Florida, Estados Unidos; 18 de mayo de 2003) es un jugador profesional de fútbol americano estadounidense. Juega en las posiciones de cornerback y wide receiver y actualmente milita en los Jacksonville Jaguars de la National Football League (NFL).
Jugó a nivel universitario en Jackson State y Colorado, donde fue galardonado con el Trofeo Heisman en 2024, antes de ser elegido por los Jaguars en la segunda posición global del Draft de la NFL de 2025.

## Carrera

### Universidad

#### Jackson State
Originalmente, Hunter se comprometió a jugar en Florida State, pero en diciembre de 2021 cambió de idea y decidió irse a Jackson State.